# Kea (Vorname)
Kea ist ein weiblicher Vorname.

## Herkunft und Bedeutung
Für den Namen Kea existieren zwei Herleitungen: Einerseits handelt es sich um eine estnische Variante von Gea, andererseits um eine friesische Kurzform verschiedener Namen mit der latinisierten Endung -kea.

## Verbreitung
Der Vorname Kea wurde in Deutschland seit 2006 mindestens 250 Mal als erster Vorname vergeben. Dabei ist er in Ostfriesland relativ beliebt, während er im Rest des Landes kaum vorkommt.
In den Niederlanden kommt Kea jeweils nur 40 Mal als Ruf- bzw. Folgename vor.

## Namensträger
- Kea Bouman (1903–1998), niederländische Tennisspielerin
- Kea Eckermann (* 1994), deutsche Fußballspielerin
- Maren-Kea Freese (* 1960), deutsche Filmregisseurin und Drehbuchautorin
- Kea von Landkey, Klostergründer und Bischof
- Kea Könneker (* 1977), deutsche Schauspielerin
- Kea Kühnel (* 1991), deutsche Freestyle-Skisportlerin
- Kea Peahu (* 2007), US-amerikanische Schauspielerin